# Ernst Ziegler (Mediziner)

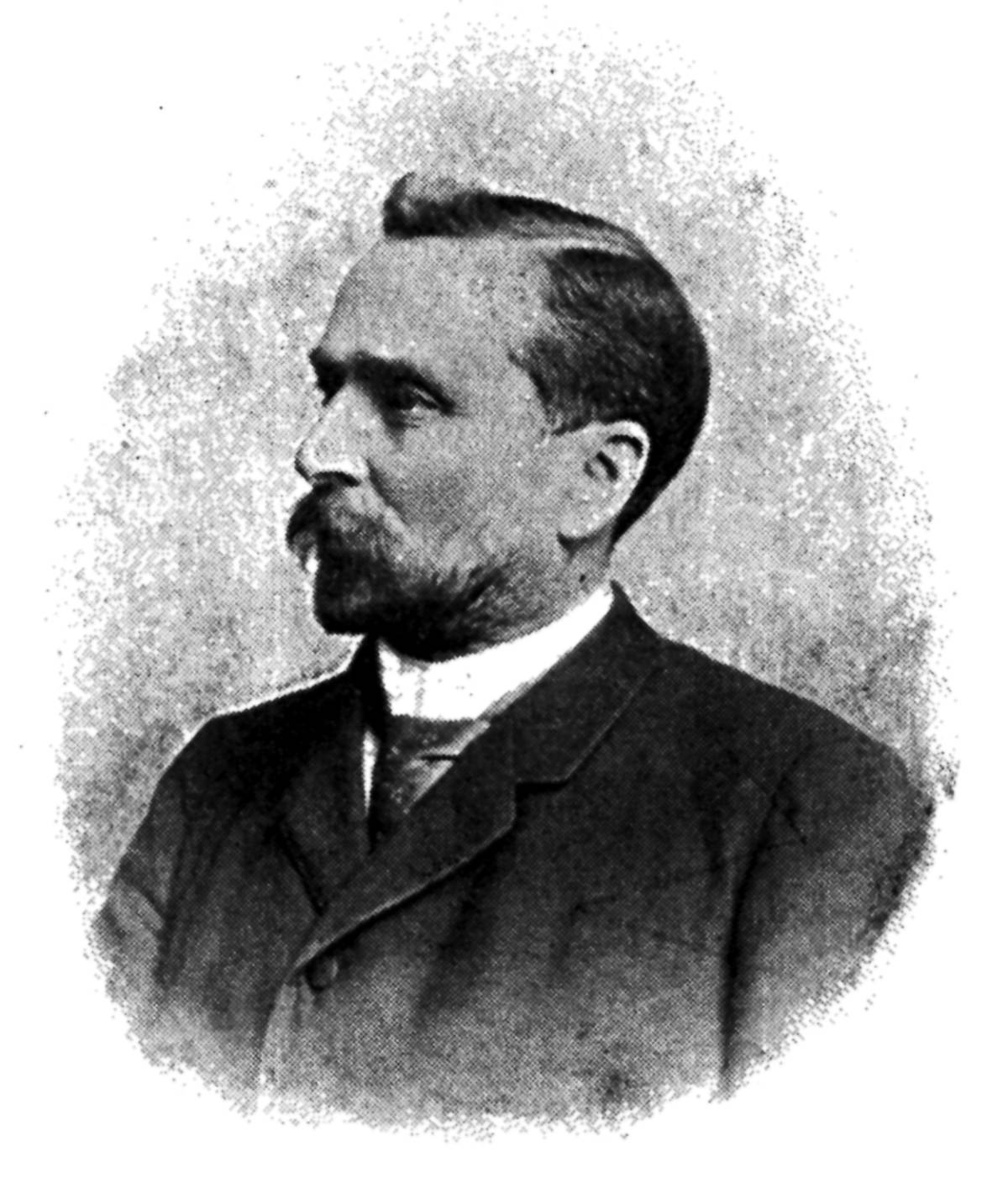
Ernst Ziegler, vor 1902

Ernst Ziegler (* 17. März 1849 in Messen (Kanton Solothurn); † 30. November 1905 in Freiburg im Breisgau) war ein Schweizer Mediziner und Professor für pathologische Anatomie an der Albert-Ludwigs-Universität Freiburg. 

## Leben
Ernst Ziegler wurde in Messen im Kanton Solothurn als Sohn des dortigen Pfarrers geboren. Seine Jugend verlebte er im elterlichen Hause.
Nach seinem Studium der Medizin in Bern und Würzburg wurde er an der Universität Bern 1872 mit der Dissertation Ueber das Verhalten des Kampfercymols im tierischen Organismus bei Marcel Nencki promoviert. Da er schon während seiner Studienzeit eine Neigung zur pathologischen Anatomie zeigte, erhielt er bald nach vollendeter Staatsprüfung bei Edwin Klebs eine Assistentenstelle. Als Klebs 1872 einen Ruf nach Würzburg erhielt, ging Ziegler mit ihm. Ein Jahr später folgte Klebs einem Ruf nach Prag. Sein Nachfolger in Würzburg wurde Eduard Rindfleisch, wie Klebs ein Schüler von Rudolf Virchow.
Ziegler behielt seine Assistentenstelle und habilitierte sich 1875 mit seiner Schrift über die Tuberkelzellen Experimentelle Untersuchungen über die Herkunft der Tuberkelelemente, mit besonderer Berücksichtigung der Genese der Riesenzellen als Privatdozent für pathologische Anatomie. 1878 wechselte Ziegler als Assistent und Privatdozent an das pathologische Institut zu Freiburg im Breisgau von Rudolf Robert Maier, dem er später dann als außerordentlicher Professor zur Seite stand.
1881 folgte Ziegler einem Ruf als ordentlicher Professor der pathologischen Anatomie und allgemeinen Pathologie nach Zürich und 1882 in gleicher Eigenschaft nach Tübingen. 1884 begründete er die Herausgabe der Beiträge zur pathologischen Anatomie und zur allgemeinen Pathologie im Gustav Fischer Verlag. 1889 holte man Ziegler als Nachfolger von Rudolf Maier nach Freiburg im Breisgau zurück, nun als Ordinarius des pathologischen Instituts. Dies Amt bekleidete er bis zu seinem Tod. 1890 begann er, das Centralblatt für allgemeine Pathologie und pathologische Anatomie herauszugeben. 1905 verstarb Ernst Ziegler in Freiburg nach einem Herzinfarkt, einem Krankheitsbild, das er gut 20 Jahre zuvor erstmals beschrieben hatte.

## Familie
Ernst Ziegler war seit dem 24. August 1874 mit Rosalie Elise Studer (* 31. März 1852 in Bern; † 7. Dezember 1940 in Freiburg im Breisgau) verheiratet. Der Bruder von Rosalie Elise Studer war Theophil Studer, ein Schweizer Mediziner und Zoologe. Der Vater war Gottlieb Ludwig Studer (1801–1889), Professor für das Alte Testament in Bern. Gottlieb Ludwig Studers Bruder wiederum war Bernhard Studer, Professor der Mineralogie und Geologie an der Universität Bern.
Ab 1894 war seine Tochter Tilla Rosalin Ziegler (* 29. April 1875 in Würzburg; † 14. Juli 1946) mit dem Juristen Richard Karl Bernhard Schmidt verheiratet.

## Ehrungen
1884 wurde er in die Deutsche Akademie der Naturforscher Leopoldina aufgenommen.

## Schriften
- Untersuchungen über pathologische Bindegewebs- und Gefäßneubildung. Staudinger, Würzburg 1876.
- Ueber Tuberculose und Schwindsucht. Breitkopf und Härtel, Leipzig 1878.
- Lehrbuch der allgemeinen und speciellen pathologischen Anatomie und Pathologie für Ärzte und Studirende. 2 Bände. Gustav Fischer, Jena 1881–1885; 11. Auflage 1905–1906.
- Ueber die Ursachen der pathologischen Gewebsneubildungen. August Hirschwald, Berlin 1891.